# Sungai Berbari
Sungai Berbari is een bestuurslaag in het regentschap Siak van de provincie Riau, Indonesië. Sungai Berbari telt 724 inwoners (volkstelling 2010).